# Ветлино (Тверская область)
Ветлино — деревня в Калининском районе Тверской области. Относится к Черногубовскому сельскому поселению.
Расположена к северо-западу от Твери, к западу (за железной дорогой) от деревни Черногубово. В 1,5 км к востоку от деревни платформа Санатория на участке Тверь — Бологое главного хода Октябрьской железной дороги.